# یک زن شگفت‌انگیز
یک زن شگفت‌انگیز (اسپانیایی: Una mujer fantástica‎) فیلمی در ژانر درام به کارگردانی سباستین للیو است که در سال ۲۰۱۷ منتشر شد. از بازیگران آن می‌توان به لوییس گنکو اشاره کرد. این فیلم از طرف کشور شیلی برای حضور در نودمین دوره جوایز اسکار رشته بهترین فیلم خارجی‌زبان انتخاب و برنده جایزه اسکار بهترین فیلم خارجی‌زبان شد. همچنین در بخش رقابت برای خرس طلایی شصت و هفتمین جشنواره بین‌المللی فیلم برلین قرار گرفت و برنده خرس نقره‌ای بهترین فیلمنامه شد.

## داستان
خلاصه : این فیلم داستان زندگی شخصی به نام مارینا را روایت می‌کند. او یک پیشخدمت و گاهی خواننده است که بعد از مرگ فرد موردعلاقه اش مسیر زندگی او تغییر می‌کند و به خاطر اینکه تراجنسی است با خانواده همسر سابقش دچار مشکل می‌شود و....

## بازیگران
- Daniela Vega در نقش مارینا ویدال
- Francisco Reyes در نقش اورلاندو
- Luis Gnecco در نقش گابو
- Aline Küppenheim در نقش سونیا
- Amparo Noguera در نقش آنتونیا
- Nicolás Saavedra در نقش برونو
- Antonia Zegers در نقش آلساندرا
- Trinidad González در نقش وندا
- Néstor Cantillana در نقش گاستون
- Alejandro Goic در نقش دکتر

## جوایز و افتخارات
فیلم زن شگفت انگیز جایزه بهترین فیلم خارجی‌زبان را از نودمین دوره جوایز اسکار دریافت کرد و به اولین فیلم شیلیایی تبدیل شد که این جایزه را دریافت می‌کند. پیشتر این فیلم در شصت و هفتمین جشنواره بین‌المللی فیلم برلین برنده جایزه خرس نقره‌ای بهترین فیلمنامه شده بود.